# 맬컴 프레이저
맬컴 프레이저(영어: Malcolm Fraser, 1930년 5월 21일 ~ 2015년 3월 20일)는 오스트레일리아의 자유당 소속 정치인으로 1975년부터 1983년까지 오스트레일리아의 총리를 지냈다.

## 역대 선거 결과
| 선거명      | 직책명                 | 대수 | 정당                  | 1차 득표율 | 1차 득표수 | 2차 득표율 | 2차 득표수 | 결과 | 당락               |
| ----------- | ---------------------- | ---- | --------------------- | ---------- | ---------- | ---------- | ---------- | ---- | ------------------ |
| 1954년 선거 | 하원의원 (워넌 선거구) | 21대 | 오스트레일리아 자유당 | 49.98%     | 18,492표   |            |            | 2위  | 낙선               |
| 1955년 선거 | 하원의원 (워넌 선거구) | 22대 | 오스트레일리아 자유당 | 48.9%      | 19,911표   | 59.3%      | 24,183표   | 1위  | 워넌 하원의원 당선 |
| 1958년 선거 | 하원의원 (워넌 선거구) | 23대 | 오스트레일리아 자유당 | 48.2%      | 20,550표   | 62.3%      | 25,591표   | 1위  | 워넌 하원의원 당선 |
| 1961년 선거 | 하원의원 (워넌 선거구) | 24대 | 오스트레일리아 자유당 | 48.4%      | 20,833표   | 63.8%      | 27,466표   | 1위  | 워넌 하원의원 당선 |
| 1963년 선거 | 하원의원 (워넌 선거구) | 25대 | 오스트레일리아 자유당 | 51.9%      | 22,503표   |            |            | 1위  | 워넌 하원의원 당선 |
| 1966년 선거 | 하원의원 (워넌 선거구) | 26대 | 오스트레일리아 자유당 | 53.3%      | 23,220표   |            |            | 1위  | 워넌 하원의원 당선 |
| 1969년 선거 | 하원의원 (워넌 선거구) | 27대 | 오스트레일리아 자유당 | 51.3%      | 23,711표   |            |            | 1위  | 워넌 하원의원 당선 |
| 1972년 선거 | 하원의원 (워넌 선거구) | 28대 | 오스트레일리아 자유당 | 46.1%      | 21,760표   | 56.0%      | 26,445표   | 1위  | 워넌 하원의원 당선 |
| 1974년 선거 | 하원의원 (워넌 선거구) | 29대 | 오스트레일리아 자유당 | 54.8%      | 28,117표   |            |            | 1위  | 워넌 하원의원 당선 |
| 1975년 선거 | 하원의원 (워넌 선거구) | 30대 | 오스트레일리아 자유당 | 63.3%      | 33,290표   |            |            | 1위  | 워넌 하원의원 당선 |
| 1977년 선거 | 하원의원 (워넌 선거구) | 31대 | 오스트레일리아 자유당 | 56.7%      | 35,640표   |            |            | 1위  | 워넌 하원의원 당선 |
| 1980년 선거 | 하원의원 (워넌 선거구) | 32대 | 오스트레일리아 자유당 | 58.4%      | 37,680표   |            |            | 1위  | 워넌 하원의원 당선 |
| 1983년 선거 | 하원의원 (워넌 선거구) | 33대 | 오스트레일리아 자유당 | 57.6%      | 37,792표   |            |            | 1위  | 워넌 하원의원 당선 |